# Zielonaja Roszcza (rejon riebrichiński)
Zielonaja Roszcza (ros. Зелёная Роща) – wieś w Rosji, w Kraju Ałtajskim, w rejonie riebrichińskim. W 2010 liczyła 546 mieszkańców.